# Chriotyphus
Chriotyphus är ett släkte av skalbaggar. Chriotyphus ingår i familjen vivlar.
Kladogram enligt Catalogue of Life:
| Chriotyphus | \| \| Chriotyphus acromialis \| \| \| \| \| \| Chriotyphus tibialis \| \| \| \| |
|             | \| \| Chriotyphus acromialis \| \| \| \| \| \| Chriotyphus tibialis \| \| \| \| |
|             | Chriotyphus acromialis                                                          |
|             |                                                                                 |
|             | Chriotyphus tibialis                                                            |
|             |                                                                                 |